# Mauricio Lemos
Paolo Mauricio Lemos Merladett (Rivera, Uruguay, 28 de diciembre de 1995), conocido como Mauricio Lemos, es un futbolista uruguayo que juega como defensa en el C. R. Vasco da Gama del Campeonato Brasileño de Serie A.

## Trayectoria

### Defensor Sporting
Formado en las inferiores de Defensor Sporting, fue convocado por primera vez al plantel absoluto de la Viola, el 15 de diciembre de 2013 sin ingresar, en el partido contra River Plate y que terminó 1 a 1.
El 6 de enero de 2014 fue ascendido oficialmente al primer equipo y comenzó la pretemporada. Fue convocado para jugar el tercer puesto de la Copa Suat, pero no ingresó.
Debutó en la máxima categoría el 11 de mayo ante Wanderers, a pesar de ser su primer partido oficial, jugó como titular y no fue sustituido, pero perdieron 2 a 1. No tuvo continuidad y sólo jugó 2 partidos en todo el Torneo Clausura 2014.
En la temporada 2014/15, tuvo más oportunidades, pero por una apendicitis y estar convocado a la selección sub-20, no jugó mucho con Defensor. Disputó 7 partidos en toda la temporada, pero fue suficiente para cambiar de club.

### Rubin Kazan
Lemos, fue adquirido por Rubin Kazán a préstamo por un año, con opción de compra. El 3 de julio de 2015, superó las pruebas médicas y se sumó al plantel principal.
Debutó en Europa el 3 de agosto, en la fecha 3 de la Liga Premier, fue titular contra Spartak de Moscú pero perdieron 1 a 0. En la fecha 4, también fue titular pero perdieron 3 a 0 contra Amkar Perm. Para la siguiente jornada, estuvo en el banco de suplentes sin ingresar, y ganaron 1 a 0. En la fecha 6, regresó como titular, pero volvieron a perder, 3 a 1 ante Zenit de San Petersburgo. Fue suplente en la fecha 7, tuvo minutos en cancha pero perdieron 2 a 1. Fue su último partido jugado por liga del año, perdió el puesto con Ruslan Kambolov.
A nivel internacional, debutó el 6 de agosto, en el partido de vuelta de la tercera ronda de la Europa League, fue titular contra Sturm Graz y empataron 1 a 1. Luego jugó 90 minutos en la vuelta de la cuarta ronda, contra Rabotnički y ganaron 1 a 0, clasificaron a la fase de grupos, pero Lemos no tuvo minutos y quedaron eliminados. Además, disputó la quinta ronda de la Copa de Rusia contra SKA-Energiya Jabarovsk, fue titular y perdieron 2 a 0.

### UD Las Palmas
En enero de 2016, Rubin Kazán activó la opción de compra por su ficha, pero debido a que Mauricio no iba a ser contemplado en el club ruso que además necesitaba liberar un cupo extranjero, fue cedido a la Unión Deportiva Las Palmas de la Primera División de España, por seis meses con opción de compra.
Debutó en La Liga el 20 de febrero, fue en la fecha 25 en el Estadio de Gran Canaria ante más de 26 800 espectadores, ingresó al minuto 66 por Jonathan Viera para enfrentar a Barcelona, el partido finalizó 2 a 1 a favor de los culés.
Antes de terminar la temporada 2015/16, la UD Las Palmas ejerció su derecho de compra por 2,5 millones de euros, vinculando al jugador por 5 temporadas. Finalizó la temporada con 10 presencias en la máxima división española, 8 como titular. Las Palmas quedó en la decimoprimera posición.
El 16 de mayo, trascendió que Barcelona ofertó 4 millones de euros más variables por la ficha de Lemos.

### Sassuolo Calcio
El 23 de enero de 2018 se incorporó en calidad de cedido hasta fin de temporada al Sassulo Calcio de la Serie A italiana. Al final de la temporada la cesión fue renovada por un año más.

## Selección nacional
En 2012, Lemos fue parte de la preselección sub-20 de Uruguay, pero no integró la lista definitiva para jugar el Sudamericano de 2013 disputado en Argentina.
En 2014, fue parte del proceso de la selección sub-20 de Uruguay conducida por Fabián Coito.
Debutó con la Celeste el 15 de abril ante Chile en el Domingo Burgueño de Maldonado, jugó como titular, anotó su primer gol y ganaron 3 a 0.
El 3 de enero de 2015 fue seleccionado para defender a Uruguay en el Campeonato Sudamericano Sub-20. Disputó los primeros 6 partidos, pero fue operado de apendicitis y quedó descartado, Uruguay terminó el campeonato en tercer lugar, clasificó al Mundial sub-20 y a los Juegos Panamericanos.
El 14 de mayo fue seleccionado para defender a Uruguay en la Copa Mundial Sub-20 de Nueva Zelanda. Jugó los 4 partidos pero quedaron eliminados en octavos de final contra Brasil, luego de empatar 0 a 0, perdieron 5 a 4 por penales.
El 21 de mayo de 2015 fue incluido en la lista preliminar de 30 jugadores para defender a la selección de Uruguay en los Juegos Panamericanos de Toronto.
Luego de mostrar un buen nivel en la Copa Mundial Sub-20, el 17 de junio fue confirmado en la lista de 18 jugadores para defender a la Celeste en los Panamericanos de Canadá. Mauricio jugó 3 partidos en los Juegos Panamericanos, y lograron la medalla de oro al vencer a México 1 a 0 en la final.
En agosto de 2017 le llegó su primera convocatoria con la Selección absoluta de cara a los partidos ante Argentina y Paraguay de las Eliminatorias Sudamericanas para el Mundial Rusia 2018. Finalmente debutó como internacional el 10 de noviembre de 2017 en el amistoso preparatorio para el mundial que enfrentó a Uruguay contra  Polonia.

### Participaciones en juveniles
| Competición                            | Sede          | Resultado        | Partidos |
| -------------------------------------- | ------------- | ---------------- | -------- |
| Campeonato Sudamericano Sub-20 de 2015 | Uruguay       | Tercer puesto    | 6        |
| Copa Mundial Sub-20 de 2015            | Nueva Zelanda | Octavos de final | 4        |
| Juegos Panamericanos de 2015           | Canadá        | Medalla de Oro   | 3        |

| Detalle de partidos con la sub-20 | Detalle de partidos con la sub-20 | Detalle de partidos con la sub-20 | Detalle de partidos con la sub-20 | Detalle de partidos con la sub-20  | Detalle de partidos con la sub-20       | Detalle de partidos con la sub-20 | Detalle de partidos con la sub-20 | Detalle de partidos con la sub-20                            | Detalle de partidos con la sub-20 |
| N°                                | Rival                             | Resultado                         | Fecha                             | Lugar                              | Competencia                             | Goles                             | Asistencias                       | Ref.                                                         |                                   |
| --------------------------------- | --------------------------------- | --------------------------------- | --------------------------------- | ---------------------------------- | --------------------------------------- | --------------------------------- | --------------------------------- | ------------------------------------------------------------ | --------------------------------- |
| 1                                 | Chile                             | 3:0 (1:0)                         | 15 de abril de 2014               | Maldonado · Uruguay                | Amistoso                                | 21'                               | -                                 | 1                                                            |                                   |
| 2                                 | Paraguay                          | 0:1 (0:1)                         | 22 de mayo de 2014                | Montevideo · Uruguay               | Amistoso                                | -                                 | -                                 | 2                                                            |                                   |
| 3                                 | Perú                              | 1:1 (1:1)                         | 6 de agosto de 2014               | Lima · Perú                        | Amistoso                                | -                                 | -                                 | 3                                                            |                                   |
| 4                                 | Perú                              | 1:2 (0:0)                         | 22 de setiembre de 2014           | Montevideo · Uruguay               | Amistoso                                | -                                 | -                                 | 4                                                            |                                   |
| 5                                 | Federación Gaúcha                 | 2:1 (1:0)                         | 11 de noviembre de 2014           | Maldonado · Uruguay                | Amistoso                                | 83'                               | -                                 | 5                                                            |                                   |
| 6                                 | Perú                              | 1:3 (0:2)                         | 24 de noviembre de 2014           | Asunción Paraguay                  | Amistoso Cuadrangular internacional     | -                                 | -                                 | 6                                                            |                                   |
| 7                                 | Panamá                            | 3:3 (0:2) (5:3 pen.)              | 30 de noviembre de 2014           | Asunción Paraguay                  | Amistoso Cuadrangular internacional     | -                                 | -                                 | 7                                                            |                                   |
| 8                                 | Colombia                          | 1:0 (0:0)                         | 15 de enero de 2015               | Maldonado · Uruguay                | Campeonato Sudamericano Fase de grupos  | -                                 | -                                 | 8                                                            |                                   |
| 9                                 | Brasil                            | 2:0 (1:0)                         | 17 de enero de 2015               | Maldonado · Uruguay                | Campeonato Sudamericano Fase de grupos  | -                                 | -                                 | 9                                                            |                                   |
| 10                                | Chile                             | 6:1 (3:0)                         | 19 de enero de 2015               | Maldonado · Uruguay                | Campeonato Sudamericano Fase de grupos  | -                                 | -                                 | 10                                                           |                                   |
| 11                                | Venezuela                         | 0:1 (0:1)                         | 23 de enero de 2015               | Maldonado · Uruguay                | Campeonato Sudamericano Fase de grupos  | -                                 | -                                 | 11                                                           |                                   |
| 12                                | Brasil                            | 0:0 (0:0)                         | 26 de enero de 2015               | Montevideo · Uruguay               | Campeonato Sudamericano Hexagonal final | -                                 | -                                 | 12                                                           |                                   |
| 13                                | Perú                              | 3:1 (1:0)                         | 29 de enero de 2015               | Montevideo · Uruguay               | Campeonato Sudamericano Hexagonal final | -                                 | -                                 | 13                                                           |                                   |
| 14                                | Francia                           | 1:1 (1:0)                         | 26 de marzo de 2015               | Clairefontaine-en-Yvelines Francia | Amistoso                                | -                                 | -                                 | 14 Archivado el 23 de septiembre de 2015 en Wayback Machine. |                                   |
| 15                                | Uzbekistán                        | 0:1 (0:1)                         | 29 de marzo de 2015               | Coímbra Portugal                   | Amistoso                                | -                                 | -                                 | 15 Archivado el 30 de marzo de 2016 en Wayback Machine.      |                                   |
| 16                                | Honduras                          | 5:0 (3:0)                         | 13 de mayo de 2015                | Montevideo · Uruguay               | Amistoso                                | -                                 | -                                 | 16                                                           |                                   |
| 17                                | Panamá                            | 0:1 (0:0)                         | 20 de mayo de 2015                | Hamilton Nueva Zelanda             | Amistoso                                | -                                 | -                                 | 17                                                           |                                   |
| 18                                | Ucrania                           | 2:1 (0:0)                         | 24 de mayo de 2015                | Auckland Nueva Zelanda             | Amistoso                                | -                                 | -                                 | 18                                                           |                                   |
| 19                                | Serbia                            | 1:0 (0:0)                         | 31 de mayo de 2015                | Dunedin Nueva Zelanda              | Copa Mundial Fase de grupos             | -                                 | -                                 | 19 Archivado el 31 de mayo de 2015 en Wayback Machine.       |                                   |
| 20                                | México                            | 1:2 (0:0)                         | 3 de junio de 2015                | Dunedin Nueva Zelanda              | Copa Mundial Fase de grupos             | -                                 | -                                 | 20 Archivado el 27 de octubre de 2018 en Wayback Machine.    |                                   |
| 21                                | Malí                              | 1:1 (1:1)                         | 6 de junio de 2015                | Hamilton Nueva Zelanda             | Copa Mundial Fase de grupos             | -                                 | -                                 | 21                                                           |                                   |
| 22                                | Brasil                            | 0:0 (0:0) (4:5 pen.)              | 11 de junio de 2015               | Nueva Plymouth Nueva Zelanda       | Copa Mundial Octavos de final           | -                                 | -                                 | 22 Archivado el 27 de octubre de 2018 en Wayback Machine.    |                                   |

| Detalles de partidos con la sub-22 | Detalles de partidos con la sub-22 | Detalles de partidos con la sub-22 | Detalles de partidos con la sub-22 | Detalles de partidos con la sub-22 | Detalles de partidos con la sub-22  | Detalles de partidos con la sub-22 | Detalles de partidos con la sub-22 | Detalles de partidos con la sub-22 | Detalles de partidos con la sub-22 |
| N°                                 | Rival                              | Resultado                          | Fecha                              | Lugar                              | Competencia                         | Goles                              | Asistencias                        | Ref.                               |                                    |
| ---------------------------------- | ---------------------------------- | ---------------------------------- | ---------------------------------- | ---------------------------------- | ----------------------------------- | ---------------------------------- | ---------------------------------- | ---------------------------------- | ---------------------------------- |
| 1                                  | Trinidad y Tobago                  | 4:0 (3:0)                          | 13 de julio de 2015                | Hamilton · Canadá                  | Juegos Panamericanos Fase de grupos | -                                  | -                                  | 1                                  |                                    |
| 2                                  | México                             | 0:1 (0:0)                          | 17 de julio de 2015                | Hamilton · Canadá                  | Juegos Panamericanos Fase de grupos | -                                  | -                                  | 2                                  |                                    |
| 3                                  | Brasil                             | 2:1 (0:0)                          | 23 de julio de 2015                | Hamilton · Canadá                  | Juegos Panamericanos Semifinales    | -                                  | -                                  | 3                                  |                                    |

## Estadísticas

### Clubes
Actualizado al último partido jugado el 17 de mayo de 2025.
| Club                          | Div.          | Temporada     | Liga  | Liga  | Estatal | Estatal | Copas nacionales | Copas nacionales | Torneos internacionales | Torneos internacionales | Total | Total |
| Club                          | Div.          | Temporada     | Part. | Goles | Part.   | Goles   | Part.            | Goles            | Part.                   | Goles                   | Part. | Goles |
| ----------------------------- | ------------- | ------------- | ----- | ----- | ------- | ------- | ---------------- | ---------------- | ----------------------- | ----------------------- | ----- | ----- |
| Defensor Sporting · Uruguay   | 1.ª           | 2013-14       | 2     | 0     | ―       | ―       | ―                | ―                | 0                       | 0                       | 2     | 0     |
| Defensor Sporting · Uruguay   | 1.ª           | 2014-15       | 7     | 0     | ―       | ―       | ―                | ―                | 0                       | 0                       | 7     | 0     |
| Defensor Sporting · Uruguay   | Total club    | Total club    | 9     | 0     | 0       | 0       | 0                | 0                | 0                       | 0                       | 9     | 0     |
| F. C. Rubin Kazán · Rusia     | 1.ª           | 2015-16       | 4     | 0     | ―       | ―       | 1                | 0                | 2                       | 0                       | 7     | 0     |
| F. C. Rubin Kazán · Rusia     | Total club    | Total club    | 4     | 0     | 0       | 0       | 1                | 0                | 2                       | 0                       | 7     | 0     |
| U. D. Las Palmas · España     | 1.ª           | 2015-16       | 10    | 0     | ―       | ―       | 0                | 0                | ―                       | ―                       | 10    | 0     |
| U. D. Las Palmas · España     | 1.ª           | 2016-17       | 23    | 5     | ―       | ―       | 3                | 0                | ―                       | ―                       | 26    | 5     |
| U. D. Las Palmas · España     | 1.ª           | 2017-18       | 16    | 0     | ―       | ―       | 2                | 0                | ―                       | ―                       | 18    | 0     |
| U. S. Sassulo Calcio · Italia | 1.ª           | 2017-18       | 8     | 1     | ―       | ―       | ―                | ―                | ―                       | ―                       | 8     | 1     |
| U. S. Sassulo Calcio · Italia | 1.ª           | 2018-19       | 3     | 0     | ―       | ―       | 1                | 0                | ―                       | ―                       | 4     | 0     |
| U. S. Sassulo Calcio · Italia | Total club    | Total club    | 11    | 1     | 0       | 0       | 1                | 0                | 0                       | 0                       | 12    | 1     |
| U. D. Las Palmas · España     | 2.ª           | 2019-20       | 26    | 1     | ―       | ―       | 1                | 0                | ―                       | ―                       | 27    | 1     |
| U. D. Las Palmas · España     | Total club    | Total club    | 75    | 6     | 0       | 0       | 6                | 0                | 0                       | 0                       | 81    | 6     |
| Fenerbahçe S. K. Turquía      | 1.ª           | 2020-21       | 8     | 0     | ―       | ―       | 2                | 0                | ―                       | ―                       | 10    | 0     |
| K Beerschot VA · Bélgica      | 1.ª           | 2021-22       | 15    | 1     | ―       | ―       | 1                | 0                | ―                       | ―                       | 16    | 1     |
| K Beerschot VA · Bélgica      | Total club    | Total club    | 15    | 1     | 0       | 0       | 1                | 0                | 0                       | 0                       | 16    | 1     |
| Fenerbahçe S. K. Turquía      | 1.ª           | 2022-23       | 2     | 0     | ―       | ―       | 0                | 0                | 3                       | 0                       | 5     | 0     |
| Fenerbahçe S. K. Turquía      | Total club    | Total club    | 10    | 0     | 0       | 0       | 2                | 0                | 3                       | 0                       | 15    | 0     |
| Atlético Mineiro · Brasil     | 1.ª           | 2023          | 27    | 1     | 4       | 0       | 2                | 0                | 8                       | 0                       | 41    | 1     |
| Atlético Mineiro · Brasil     | 1.ª           | 2024          | 8     | 0     | 5       | 2       | 2                | 0                | 1                       | 0                       | 16    | 2     |
| Atlético Mineiro · Brasil     | Total club    | Total club    | 35    | 1     | 9       | 2       | 4                | 0                | 9                       | 0                       | 57    | 3     |
| C. R. Vasco da Gama · Brasil  | 1.ª           | 2025          | 2     | 0     | 1       | 0       | 0                | 0                | 2                       | 0                       | 5     | 0     |
| C. R. Vasco da Gama · Brasil  | Total club    | Total club    | 2     | 0     | 1       | 0       | 0                | 0                | 2                       | 0                       | 5     | 0     |
| Total carrera                 | Total carrera | Total carrera | 161   | 9     | 10      | 2       | 15               | 0                | 16                      | 0                       | 202   | 11    |

### Selecciones
Actualizado al 26 de julio de 2015.
Último partido citado: Uruguay 1 - 0 México
| Sub-20 · Uruguay | 2013-14       | - | - | - | - | 2  | 1 | 2  | 1 |
| Sub-20 · Uruguay | 2014-15       | 6 | 0 | 4 | 0 | 10 | 1 | 20 | 1 |
| Sub-20 · Uruguay | Total sel.    | 6 | 0 | 4 | 0 | 12 | 2 | 22 | 2 |
| Sub-22 · Uruguay | 2014-15       | 3 | 0 | - | - | 0  | 0 | 3  | 0 |
| Sub-22 · Uruguay | Total sel.    | 3 | 0 | - | - | 0  | 0 | 3  | 0 |
| Total carrera | Total carrera | 9 | 0 | 4 | 0 | 12 | 2 | 25 | 2 |
| (1)Incluidos los datos del Campeonato Sudamericano Sub-20 (2015) y los Juegos Panamericanos (2015) (2)Incluidos los datos de la Copa Mundial Sub-20 (2015) |               |   |   |   |   |    |   |    |   |

## Palmarés

### Títulos estatales
| Título             | Club             | Estado       | Año  |
| ------------------ | ---------------- | ------------ | ---- |
| Campeonato Mineiro | Atlético Mineiro | Minas Gerais | 2023 |
| Campeonato Mineiro | Atlético Mineiro | Minas Gerais | 2024 |

### Títulos internacionales
| Título               | Club (*)       | País   | Año  |
| -------------------- | -------------- | ------ | ---- |
| Juegos Panamericanos | Uruguay sub-22 | Canadá | 2015 |

(*) Incluyendo la selección.